# قلعه سفید (دره‌شهر)
قلعه سفید مربوط به دوره قاجار است و در شهرستان دره‌شهر، بخش مرکزی، ۸۰ متری جنوب دهستان ارمو واقع شده و این اثر در تاریخ ۲۶ دی ۱۳۸۶ با شمارهٔ ثبت ۲۰۶۴۷ به‌عنوان یکی از آثار ملی ایران به ثبت رسیده است.